# Человеткин
«Челове́ткин» (англ. Stick Man, дословно — «Человек-палочка») — английская детская книга писательницы Джулии Дональдсон с иллюстрациями Акселя Шеффлера, опубликованная в 2008 году. История об антропоморфном человеке-палочке (веточке), волею судеб оказавшемся вдали от родного дома и вернувшемся под Рождество благодаря Санте.
По книге была записана аудиокнига, поставлен спектакль, выпущена тематическая игра-приложение, а также снят анимационный фильм. В России книга вышла в 2012 году в переводе Марины Бородицкой, в серии «Машинки творения» издательства «Машины творения».

## Сюжет
Человеткин со своей женой и тремя малышами-веточками счастливо живёт в дупле огромного дерева (в русском переводе ветла). Однако однажды летом во время пробежки его хватает зубами собака, чтобы поиграть. Так начинается вынужденное путешествие Человеткина, во время которого он всё дальше уходит от родного дома. Девочка бросает его в реку во время игры в пустяки, в реке лебеди используют Человеткина для строительства гнезда, потом он попадает в море и его выносит на пляж, где папа ставит Человеткина на песочную крепость в качестве мачты для флага. 
Всякий раз герой повторяет, что он не палка, он Человеткин, разумный, живой, однако его не слышат. Он побывает мечом и клюшкой, бумерангом и луком, рукой снеговика. Под Рождество Человеткина находят и кладут в дрова для растопки камина. Ночью, отогревшись, он собирается бежать, однако слышит в трубе застрявшего Санта-Клауса и помогает ему выбраться.
Разложив с Сантой подарки для детей, Человеткин на санях Санты добирается до дома, где грустные жена и дети отчаялись ждать его. Семья радостно воссоединяется, чтобы больше не расставаться.

## Награды и номинации
- 2008 — Roald Dahl Funny Award: самая смешная книга для детей до 6 лет (шорт-лист)[2]
- 2009 — Scottish Children's Book Awards: лучшая книга для детей до 7 лет (шорт-лист)[3]

## Адаптации

### Аудиокнига
По книге была записана аудиоверсия, которую по традиции (как и для ряда других книг Дональдсон) прочла актириса Имельда Стонтон. 

### Театр
Спектакли по книге поставили английские театры The Scamp и Flying Banana Theatre, последний показывал спектакль и в России.

### Анимация
25 декабря 2015 года, под Рождество, на телеканале BBC One состоялась премьера получасового мультфильма по книге, снятого той же компанией, что ранее выпустила экранизации книг Дональдсон «Груффало», «Дочурка Груффало» и «Верхом на помеле».

### Игры
Комиссия по лесному хозяйству Великобритании разработала 24 маршрута в лесах Англии, посвящённых сюжету «Человеткина»: на этих маршрутах желающие могут помочь герою сказки добраться до дома.
Была также выпущена скачиваемая игра-приложение Stick Man: Helping Santa, в которой Человеткин помогает Санте разносить подарки детям под Рождество.

## Связь с «Груффало»
Как и в ряде других книг, написанных после «Груффало», в «Человеткине» появляется изображение Груффало — его голова в виде ёлочной игрушки висит на рождественской ёлке.
Кроме того, по признанию Дональдсон, сюжет «Человеткина» был отчасти вдохновлён рисунками Шеффлера к книге «Дочурка Груффало», где дочка Груффало бродит по лесу с палочным человечком в лапах. Отчасти же идея главного героя-палки появилась из-за воспоминаний писательницы о том, что её дети любили играть с палками, когда были маленькими.